# Мурзинка (муниципальный округ Горноуральский)
Мурзи́нка — село в Пригородном районе Свердловской области России. Входит в муниципальный округ Горноуральский, управляется Южаковской территориальной администрацией. Ранее было центром Мурзинского сельсовета Пригородного района.
Мурзинка — центр русского народного промысла — уральской резьбы по камню.

## Население
| 2002 | 2010 | 2021 |
| ---- | ---- | ---- |
| 354  | ↘347 | ↘269 |

## География
Деревня расположена на восточном склоне Уральских гор, в 120 километрах к северу от Екатеринбурга и в 81 километре к юго-востоку от Нижнего Тагила, на берегу реки Нейвы. Через Мурзинку проходит автомобильная трасса Алапаевск — Мурзинка — Петрокаменское — Николо-Павловское, которая соединяет город Алапаевск с Нижним Тагилом.

## История
Согласно Мамину-Сибиряку, название Мурзинка возникло из-за того, что в этих местах жил татарский мурза. Село было основано в 1639 году боярским сыном Андреем Бужениновым на урочище, называемом Мурзинской еланью, как Мурзинский острог, казачий гарнизон которого должен был охранять Верхотурский тракт. В 1662 году Мурзинку сожгли дотла во время татарско-башкирско-вогульского набега.

## Инфраструктура
В селе есть фельдшерский пункт, почта, магазин и Минералогический музей — главная достопримечательность села. Дом культуры (сельский клуб) и православный храм на данный момент расположены в здании музея.
До Мурзинки можно добраться на автобусе из городов Нижнего Тагила и Алапаевска.

## Самоцветы

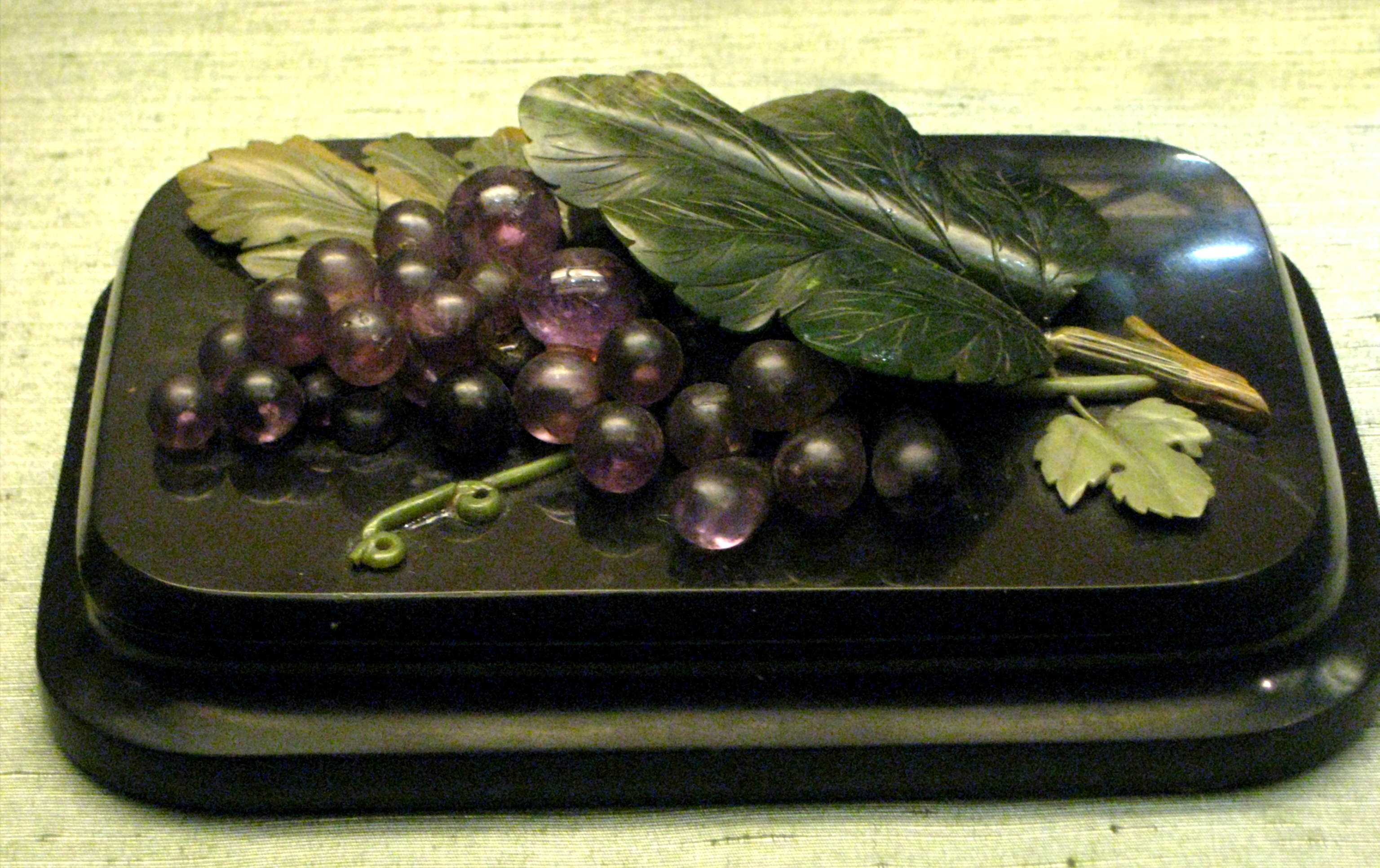
Пресс-папье с ягодами винограда. Екатеринбургская гранильная фабрика. Музей им. Ферсмана, Мурзинка

Село находится на территории так называемой самоцветной полосы Урала, богатой месторождениями драгоценных камней, и относится к Мурзинко-Адуйской мегаантиклинальной складке. Мурзинка знаменита своими голубыми топазами, бериллами, пегматитом, горным хрусталём и другими ценными минералами.
Пегматиты в районе деревни Мурзинка на Среднем Урале были известны уже с XVII века. В 1668 году Михаил Тумашев объявил о находке «в горах над рекой Нейвой, поблизости Мурзинского острога, цветных камней и медной руды». В 1669 году около Мурзинки был добыт первый аквамарин. Жители целыми семьями из поколения в поколение занимались добычей самоцветов и камнерезным искусством. Драгоценные камни поставлялись даже к императорскому двору.
В окрестностях села расположены знаменитые месторождения, такие как копь Мокруша (топазы) или Ватиха (шахта по добыче аметистов). Большинство месторождений считаются отработанными, но до сих пор даже их отвалы привлекают любителей камней.

## Музей

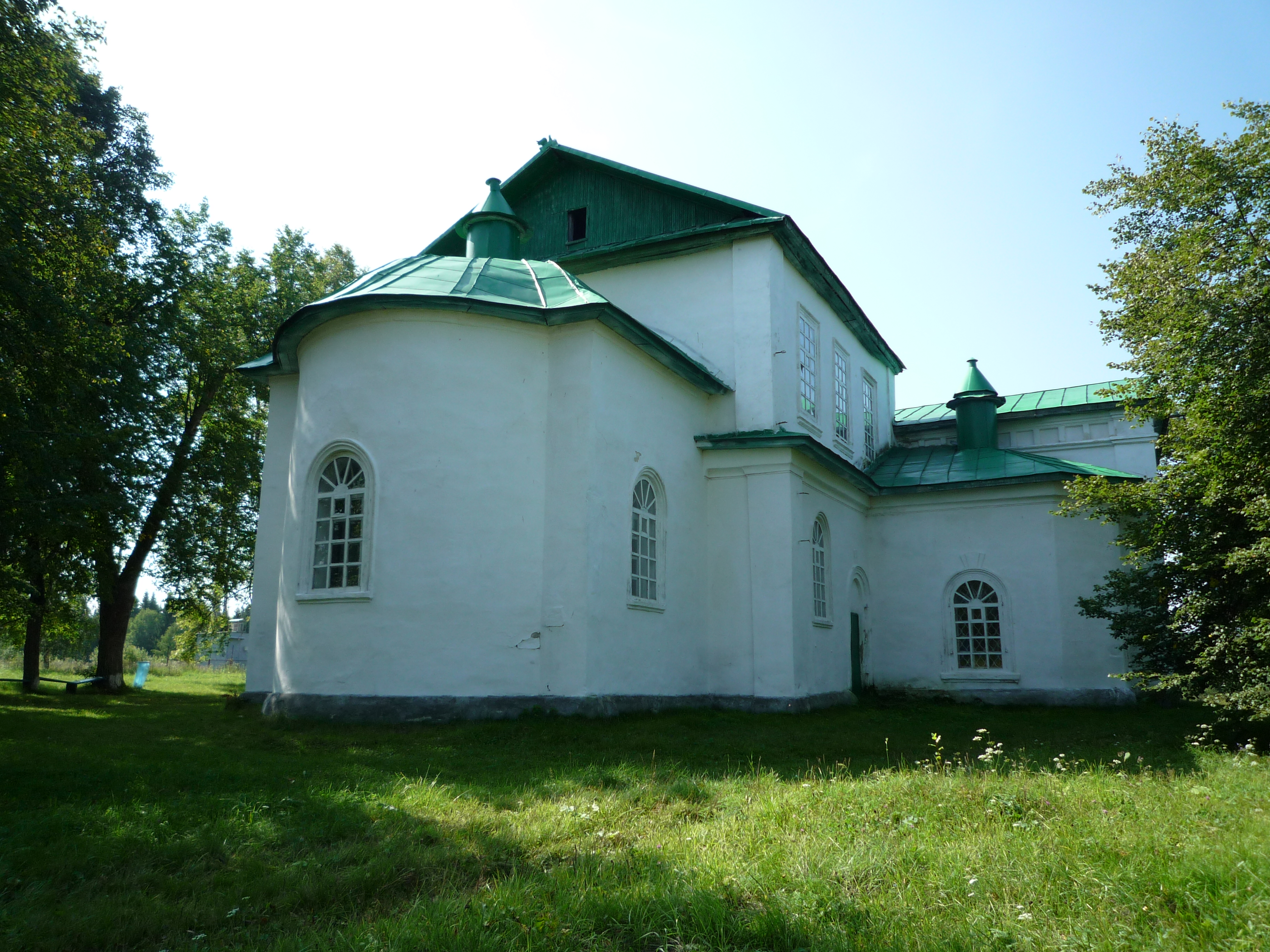
Минералогический музей, село Мурзинка

В 1964 году в Мурзинке был открыт Минералогический музей имени А. Е. Ферсмана, созданный по инициативе местного жителя Ивана Зверева — внука известного уральского горщика Д. К. Зверева, послужившего П. П. Бажову прототипом Данилы-мастера — героя «Уральских сказов». Примечательно, что в Москве действует музей Российской академии наук с таким же названием. Мурзинский музей расположен в помещении Сретенской церкви, построенной в 1729 году на средства прихожан. В экспозиции показаны образцы местных минералов, старинные камнерезные приспособления, предметы быта крестьян.

## Промышленность
ООО «Самоцветы Мурзинки» (многопрофильная фирма)